# Оптические перекладки
«Оптические перекладки» — экспериментальный короткометражный кинофильм 1946 года, научно-исследовательская работа студии «Союздетфильм» по внедрению новых методов комбинированных съёмок. Демонстрировался в киноинститутах в качестве учебного пособия.

## Сюжет
Пианист играет «Яблочко» и тут же на рояле танцует миниатюрная фигурка матроса-краснофлотца. В танце он спрыгивает на клавиатуру, задорно отбивает ритм ногами, перепрыгивает через руки пианиста, бьёт чечётку на портсигаре, удерживаемый пианистом в одной руке, цепляется за абажур настольной лампы, хулиганит, скидывает форму и оказывается механическим человечком, собранным из металлических деталей. Не прекращая пляску, фигурка разбирается на части, собирается снова, жонглирует собственной головой и тому подобное.

## Техника съёмки
Изначально снятые в разных масштабах на разных плёнках пианист и танцор оптически совмещались на небольшом экране и кадр за кадром переснимались на новую плёнку. Оригинальный метод был разработан художниками кино братьями И. С. и В. С. Никитченко и осуществлён при помощи аппаратуры, изготовленной мастерами «Союздетфильма» А. Э. Авиком, Е. Н. Царевским и А. А. Дюбаковым. Кропотливая работа небольшой съёмочной группы длилась около года.

Я не понимал, почему такая необычная форма могла существовать во времена жёсткого контроля формы в искусстве. Теперь мне объяснили — это учебное пособие для операторского факультета по комбинированным съёмкам. Это научная работа — она не проходила цензуру!
— Анатолий Берсенев, кафедра «Режиссуры игрового фильма» ВГИКа

## Съёмочная группа
- Пианист — Давид Ашкенази
- Матрос — Владимир Зернов
- Художники — Иван Никитченко и Владимир Никитченко
- Художник-мультипликатор — В. В. Левандовский
- Главный оператор — М. Н. Кириллов
- Второй оператор — К. Я. Алексеев
- Звукооператор — С. Г. Юрцев
- Ассистенты оператора — Л. М. Адамова, В. Я. Левчинова
- Научный руководитель — Б. Н. Коноплёв

Владимир Зернов — один из первых московских степистов, начавший танцевать ещё во времена НЭПа. В 1950 году вместе со старшим братом создал «Московский ансамбль эстрадного танца семьи Зерновых», в 1960 году стал балетмейстером в Государственном училище циркового и эстрадного искусства. 
Кадры из «Яблочка» использованы в начальных титрах фильма режиссёра И. Минаева «Далеко от Сансет бульвара» (2005).